# عبد الرحيم عبد الرحمن عبد الرحيم

الدكتور عبد الرحيم عبد الرحمن عبد الرحيم 1936-2005،مؤرخ مصري معروف متخصص بالتاريخ العربي الحديث. كتب الكثير من الكتب والدراسات والبحوث المتعلقة بالفترة العثمانية، وشغل منصب أستاذ التاريخ العثماني بكلية الدراسات الإنسانية بجامعة الأزهر، صدر له أكثر من عشرة كتب عن العصر العثماني، منها «الريف المصري في القرن الثامن عشر» الذي تم إعادة طبعه عدة مرات، وتحقيق لكتاب «الدرة المصانة في أخبار الكنانة» للأمير أحمد الدمرداش الذي يؤرخ لمصر بين 1689 و1755م، بالإضافة إلى «تراجم الصواعق في واقعة الصناجق» للصوالحي.
كما اهتم أيضا بمصادر الوثائق حول المغاربة في مصر في العصر الحديث، وقد نشرت له مؤسسة «عبد الجليل التميمي للبحث العلمي والمعلومات» في تونس ضمن السلسلة السابعة من إصداراتها مجموعة من الكتب التي تضمنت مصادر وثائقية جديدة عن البلاد العربية في العهدين الحديث والمعاصر، منها «المغاربة في مصر في العصر العثماني 1517» في 1983، والأجزاء الأربعة من «وثائق المغاربة من سجلات المحاكم الشرعية المصرية إبان العصر العثماني» التي صدرت على التوالي في 1992، 1994، 1998، و2004.

## مسيرة حياته
ولد في سوهاج بصعيد مصر في 25 ايار –مايو سنة 1936 وأكمل دراساته الابتدائية والإعدادية، وعمل في مطلع حياته معلما بعد حصوله على الدبلوم وبعدها دخل كلية الآداب في جامعة عين شمس وحصل على الليسانس في التاريخ.ثم واصل دراسته العليا، ونال الماجستير من معهد البحوث والدراسات العربية التابع لجامعة الدول العربية سنة 1969، وكان موضوع رسالته: «الدولة السعودية الأولى 1745-1818». كما نال شهادة الدكتوراه سنة 1973 وكانت أطروحته بعنوان: «الريف المصري في القرن الثامن عشر» ومما تتسم به دراساته أنها تعتمد الوثيقة غير المنشورة أساسا لها.
شغل مناصب أكاديمية وإدارية عديدة منها رئاسته لقسم التاريخ بكلية الدراسات الإنسانية بجامعة الأزهر الشريف.كما انتدب أستاذا زائرا في جامعات مهمة منها عربية ويابانية وأميركية.
وقد عرف عنه إنصافه للعثمانيين ورد التهم عنهم بأنهم كانوا وراء ركود وتخلف الوطن العربي واستند في رؤاه هذه على حقيقة أن الكتاب والمؤرخين الغربيين ومن ارتبط بهم فكريا من المؤرخين العرب كانوا وراء تلك الاتهامات التي لم تستند على وثائق أو مصادر حقيقية مهمة ورصينة بل انطلقت من إيديولوجيات سياسية.
كان الأستاذ الدكتور عبد الرحيم عبد الرحمن عبد الرحيم، مهتما بجمع الوثائق وتحليلها والاستفادة منها في بحوثه.كما حقق بعض المخطوطات المهمة.ومن الكتب التي حققها ونشرها كتاب «الدرة المصانة في أخبار الكنانة» لمؤرخ الأمير أحمد الدمرداش الذي يؤرخ لمصر بين سنتي 1689و1755 م.كما حقق كتاب المؤرخ المصري الكبير الجبرتي «عجائب الآثار في التراجم والأخبار».وقد أشرف الأستاذ الدكتور عبد الرحيم عبد الرحمن عبد الرحيم على عشرا من طلبة الدراسات التاريخية العليا ويقينا أن ما تركه من كتب تربو على ال20 كتابا وعدد كبير من البحوث والدراسات المنشورة وغير المنشورة سيكون ثروة علمية للدارسين والمهتمين بالتاريخ العربي الحديث. ومما يفرح أن دارة الملك عبد العزيز في الرياض بالمملكة العربية السعودية قد اشترة، من ورثته مكتبته الخاصة وبدأت بفرزها وإيداعها في الدارة وتتألف مكتبته من قرابة (10000) كتاب باللغة العربية واللغات الأجنبية في مجالات التاريخ والجغرافيا والأدب بينها رسائل جامعية، وصور فوتوغرافية، ومخطوطات، ودوريات مسلسلة وما شاكل ذلك.وقد أكدت مصادر علمية في الدارة أن مكتبة الأستاذ الدكتور عبد الرحيم عبد الرحمن عبد الرحيم قد أضافت للدارة مصادر ستجعلها من دور الوثائق والمكتبات الوطنية المهمة في العالم.

## وفاته
في 21 سبتمبر 2005 تناقلت وكالات الأنباء خبر رحيله المفاجئ وكتبت عنه الصحفية الأستاذة آمال عويضة في موقع إسلام اون لاين الإلكتروني مقالة بعنوان:
«عبد الرحيم عبد الرحمن عبد الرحيم..الجبرتي المعاصر»:
قالت فيها انه رحل بصمت دون أن يحصل على ما يستحقه من تكريم يليق بإنتاجه الثر، والذي أصبح مرجعا للباحثين خاصة أولئك المهتمين بالدولة العثمانية وولاياتها العربية ومنها مصر وفلسطين وبلدان المغرب. وكنت أتابعه عندما نسهم معا في نشاطات مؤسسة التميمي في تونس ومؤتمراتها المتعددة ومنذ سنوات طويلة، والمنصبة على تقديم دراسات وبحوث حول الحياة الاقتصادية والاجتماعية والثقافية في الولايات العربية خلال العهد العثماني، والتي كانت تأخذ طريقها للنشر في مجلات المؤسسة المذكورة وأبرزها المجلة التاريخية المغاربية، والمجلة التاريخية للدراسات العثمانية.

## مؤلفاته
- كتاب «فصول من تاريخ مصر الاقتصادي والاجتماعي في العصر العثماني». ويقع الكتاب في مجلدين.
- كتاب (من تاريخ شبه الجزيرة العربية في العصر الحديث).
- كتاب تاريخ العرب الحديث والمعاصر.
- كتاب (من وثائق شبه الجزيرة العربية في العصر الحديث).
- كتاب المغاربة في مصر في العصر العثماني 1517" في 1983،
- كتاب «وثائق المغاربة من سجلات المحاكم الشرعية المصرية إبان العصر العثماني» بأجزائه المتعددة.